# 신경질
신경질 또는 신경증적 성질은 심리학 연구에서 근본적인 성격 특성으로 간주되어 왔다. 성격 특성 이론에 대한 빅5 접근에서 신경질에 대한 높은 점수를 받은 개인은 평균보다 변덕스럽고 불안, 걱정, 두려움, 분노, 좌절, 질투, 비관, 죄책감, 우울한 기분과 같은 감정, 외로움을 경험할 가능성이 더 높다. 그러한 사람들은 스트레스 요인에 더 잘 반응하는 것으로 생각되며 사소한 좌절과 같은 일상적인 상황을 절망적으로 어려워 보이는 것으로 해석할 가능성이 더 높다. 반응에는 해리, 미루기, 약물 사용 등과 같은 부적응적인 행동이 포함될 수 있으며, 이는 부정적인 감정을 완화하고 긍정적인 감정을 생성하는 데 도움이 된다.
신경질 지수가 높은 사람들은 일반적인 정신 질환(기분 장애, 불안장애, 약물 사용 장애에 대한 연구가 진행됨) 및 전통적으로 "신경증"이라고 불리는 일종의 증상이 발생할 위험이 있는 것으로 생각된다.

## 같이 보기
- 고등감각인지
- 부정적 정서성
- 성격심리학